# Oratorio di San Rocco (Bastia)
L'oratorio di San Rocco (Oratorie Saint-Roch in francese, Oratoriu San Roccu in còrso) è un edificio di culto cattolico situato in rue Napoléon, nella città còrsa di Bastia. È stata classificata monumento storico nel 2007.

## Storia
Un primo oratorio dedicato San Rocco fu costruito nel 1590. Nel 1604 l'edificio fu completamente ricostruito nelle forme attuali. Nel 1638 divenne sede della confraternita di San Rocco, sorta dalla secessione della gioventù còrsa dalla confraternita di Santa Croce, allora guidata esclusivamente da genovesi. 
La facciata dell'oratorio, neoclassica, fu fatta nel XIX secolo.

## Descrizione
La facciata è scandita da quattro colonne tuscaniche che sorreggono una trabeazione, coronata da un frontone triangolare. Il grande portale in marmo bianco, sormontato da una conchiglia dei pellegrini, fu scolpito nel 1860 da Giuseppe Bertolucci.
Le pareti interne, secondo il gusto del barocco genovese, sono ricoperte di damasco di seta rossa.
Il retablo, con grandi colonne monolitiche, fu scolpito a Bastia nel 1692 dal marmista genovese Domenico Saporito. La pala d'altare è San Rocco, San Sebastiano, San Martino e Santa Caterina d'Alessandria ai piedi della Vergine e del Bambino, è opera del pittore fiorentino Giovanni Bilivert del 1626.